# Drlupa, Sopot
Drlupa (izvirno srbsko Дрлупа) je naselje v Srbiji, ki upravno spada pod Mestno občino Sopot; slednja pa je del Mesta Beograd.

## Demografija
V naselju živi 444 polnoletnih prebivalcev, pri čemer je njihova povprečna starost 43,1 let (41,1 pri moških in 45,2 pri ženskah). Naselje ima 170 gospodinjstev, pri čemer je povprečno število članov na gospodinjstvo 3,22.
To naselje je v glavnem srbsko (glede na popis iz leta 2002), a v času zadnjih treh popisov je opazno zmanjšanje števila prebivalcev.
|  |

| Demografija | Demografija     | Demografija     |
| Leto        | Št. prebivalcev | Št. prebivalcev |
| ----------- | --------------- | --------------- |
|             |                 |                 |
|             |                 |                 |
|             |                 |                 |
|             |                 |                 |
| 1948        | 1158            |                 |
| 1953        | 1136            |                 |
| 1961        | 1092            |                 |
| 1971        | 899             |                 |
| 1981        | 774             |                 |
| 1991        | 675             | 624             |
| 2002        | 590             | 547             |
|             |                 |                 |

| Etnična sestava po popisu iz leta 2002 | Etnična sestava po popisu iz leta 2002 | Etnična sestava po popisu iz leta 2002 | Etnična sestava po popisu iz leta 2002 | Etnična sestava po popisu iz leta 2002 |
| -------------------------------------- | -------------------------------------- | -------------------------------------- | -------------------------------------- | -------------------------------------- |
| Srbi                                   | Srbi                                   |                                        | 545                                    | 99,63%                                 |
| Črnogorci                              | Črnogorci                              |                                        | 2                                      | 0,36%                                  |
| Neznano                                | Neznano                                |                                        | 0                                      | 0,0%                                   |